# 274e régiment d'infanterie
Le 274e régiment d'infanterie (274e RI) est un régiment d'infanterie de l'Armée de terre française constitué en 1914 avec les bataillons de réserve du 74e régiment d'infanterie.
À la mobilisation, chaque régiment d'active créé un régiment de réserve dont le numéro est le sien plus 200.

## Création et différentes dénominations
- Août 1914 : 274e Régiment d'Infanterie
- Décembre 1917 : Dissolution

## Historique des garnisons, combats et batailles du274eRI

### Première Guerre mondiale

#### Affectation
- 3e Corps d'Armée en août 1914
- 5e Division d'Infanterie de juillet 1915 à décembre 1917

#### 1914
- 9-10 décembre 1914 : Secteur de Courcy en remplacement du 36e RI

### Seconde Guerre mondiale
Faisant partie de la 237e division légère d'infanterie

## Drapeau
Il porte, cousues en lettres d'or dans ses plis, les inscriptions suivantes :
- Artois 1915
- Verdun 1916

## Personnages célèbres ayant servi au274eRI
- Maurice Maréchal.
- Louis Jules Adolphe Thin, père de Auguste Thin.

### Sources et bibliographie
1. ↑  Décision no 12350/SGA/DPMA/SHD/DAT du 14 septembre 2007 relative aux inscriptions de noms de batailles sur les drapeaux et étendards des corps de troupe de l'armée de terre, du service de santé des armées et du service des essences des armées, Bulletin officiel des armées, no 27, 9 novembre 2007